# Скреблово
Скреблово — посёлок в Лужском районе Ленинградской области. Административный центр Скребловского сельского поселения.

## История
На карте Санкт-Петербургской губернии Ф. Ф. Шуберта 1834 года, на месте современного посёлка обозначена усадьба Копачева и усадьба помещика Кокулина.

СКРЕБЛОВО — усадище принадлежит статскому советнику Какурину, число жителей по ревизии: 5 м. п., 6 ж. п.

АЛСУФЬЕВ БЕРЕГ — усадище принадлежит коллежскому асессору Карамышеву, число жителей по ревизии: 16 м. п., 13 ж. п. (1838 год)

СКРЕБЛОВО — деревня владельческая при озере Вреве, число дворов — 1, число жителей: 8 м. п., 8 ж. п. (1862 год)

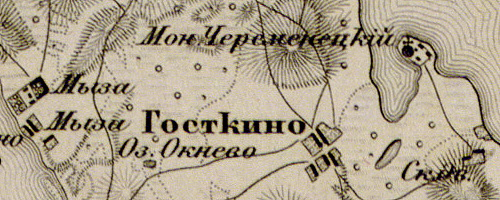
Мыза Скреблово на карте 1863 года

Согласно карте из «Исторического атласа Санкт-Петербургской Губернии» 1863 года на месте современного посёлка находились две мызы.
Согласно материалам по статистике народного хозяйства Лужского уезда 1891 года, усадьба Скреблово площадью 101 десятина принадлежала дворянкам М. А. Леман и О. А. Карамышевой, усадьба была приобретена до 1868 года. Вторая усадьба — Алтуфьев Берег с пустошью, площадью 414 десятин, принадлежала жене инженера-технолога А. Н. Ильиной, усадьба была приобретена частями в 1887 и 1888 годах.
В XIX веке имение Скреблово административно относилось ко 2-му стану Лужского уезда Санкт-Петербургской губернии, в начале XX века — к Югостицкой волости 5-го земского участка 4-го стана.
По данным «Памятной книжки Санкт-Петербургской губернии» за 1905 год имение Скреблово площадью 101 десятина, принадлежало вдове капитана Марии Арсеньевне Леман.
С 1917 по 1923 год имение Скреблово и посёлок совхоза Скреблово входили в состав Госткинского сельсовета Югостицкой волости Лужского уезда.
С 1923 года, в составе Передольской волости.

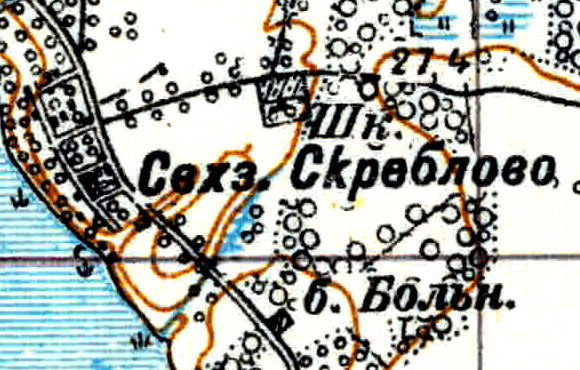
Посёлок совхоза Скреблово на карте 1926 года

Согласно топографической карте 1926 года в посёлке совхоза Скреблово находилась школа и больница.
С августа 1927 года, в составе Лужского района.
С 1928 года, в составе Бутковского сельсовета.
C 1 августа 1941 года по 31 января 1944 года посёлок совхоза находился в оккупации.
В 1961 году население посёлка совхоза Скреблово составляло 516 человек.
По данным 1966 года посёлок совхоза Скреблово входил в состав Бутковского сельсовета.
По данным 1973 года посёлок Скреблово входил в состав Скребловского сельсовета, административным центром сельсовета являлась деревня Голубково.
По данным 1990 года посёлок Скреблово являлся административным центром Скребловского сельсовета, в который входили 25 населённых пунктов, общей исленостью населения 2156 человек. В самом посёлке Скреблово проживали 1180 человек.
По данным 1997 года в посёлке Скреблово Скребловской волости проживали 1443 человека, в 2002 году — 1359 человек (русские — 94 %).
В 2007 году в посёлке Скреблово Скребловского СП проживали 1390 человек.

## География
Посёлок расположен в южной части района на автодороге 41К-144 (Киевское шоссе — Невежицы).
Расстояние до районного центра — 18 км.
Расстояние до ближайшей железнодорожной станции Луга I — 20 км.
Посёлок находится на восточном берегу озера Врево.

## Демография
| 1838  | 1862 | 1961 | 1990  | 1997  | 2007  | 2010  |
| ----- | ---- | ---- | ----- | ----- | ----- | ----- |
| 40    | ↘16  | ↗516 | ↗1180 | ↗1443 | ↘1390 | ↘1247 |
| 2017  |      |      |       |       |       |       |
| ↗1322 |      |      |       |       |       |       |

## Достопримечательности
Каменная часовня во имя Воздвижения Креста Господня, 1865 года постройки при бывшем имении Алтуфьев Берег, перестроена под жилой дом.

## Улицы
1-я Приозерная, 2-я Приозерная, 3-я Приозерная, 4-я Приозерная, 5-я Приозерная, 6-я Приозерная, 7-я Приозерная, 8-я Приозерная, 9-я Приозерная, Барская, Дорожная, Молодежная, Солнечный переулок, Тополиная, Центральная, Школьный переулок, Южная.

## Садоводства
Массив 1, Массив 2, Массив 3, Массив 4, Массив 5, Массив 6, Массив 7, Массив 8, Массив 9, Энергия, Школа.